# 強首村
強首村（こわくびむら）は秋田県仙北郡にあった村。現在の大仙市北西部、雄物川左岸、秋田自動車道西仙北サービスエリアの北側一帯にあたる。

## 地理
- 河川：雄物川

## 歴史
- 1889年（明治22年）4月1日 - 町村制の施行により、強首村、大巻村、九升田村、金山沢村、木原田村、寺館尻引村の区域をもって発足。
- 1914年（大正3年）3月15日 - 秋田仙北地震が発生。強首村役場や小山田治エ門宅などが罹災する[1]。
- 1955年（昭和30年）3月1日 - 刈和野町・土川村・大沢郷村と合併して西仙北町が発足。同日強首村廃止。
- 2005年（平成17年）3月22日 - 西仙北町が大曲市・神岡町・中仙町・協和町・南外村・仙北町・太田町と合併して大仙市が発足。

## 交通

### 道路
- 刈和野街道

現在は旧村域に秋田自動車道の西仙北サービスエリア・スマートインターチェンジが所在するが、当時は未開通。

## 名所・旧跡・観光スポット・祭事・催事
- 強首温泉郷
- 強首陸軍演習場[2]

## 著名出身者
- 小山田義孝 (政治家)